# Veerallee (wijk)

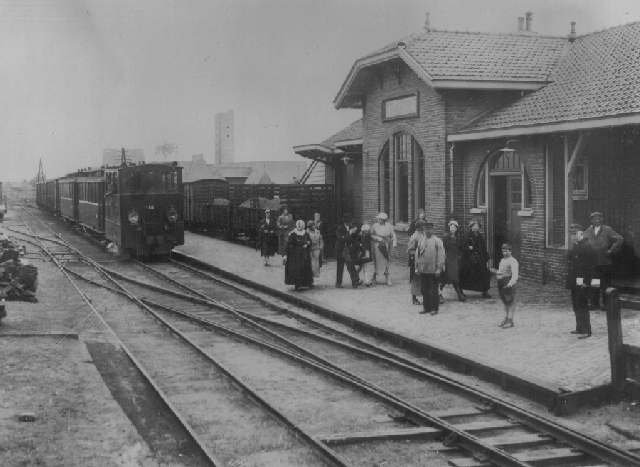
Het voormalige station Veerallee omstreeks 1920

Veerallee of Veeralleekwartier is een woonwijk in Zwolle, de hoofdstad van de Overijssel. Samen met Kamperpoort vormt het de wijk Kamperpoort-Veerallee. 
De wijk is rond 1900 voor de middenklasse gebouwd. De huizen die in die periode werden gebouwd zijn veelal ontworpen met de typische stijlkenmerken van de jugendstil. De buurt heette eigenlijk Veeralleekwartier, naar de doorgaande weg aan de rand van de wijk. Deze weg, aangelegd in Franse stijl met twee maal twee bomenrijen (vandaar "allee"), verbond de stad Zwolle met het Katerveer aan de IJssel. Na verloop van tijd werd de naam van de wijk afgekort tot Veerallee. Omdat de wijk van de rest van Zwolle was afgesneden door een spoorbaan, werd die in de beginjaren niet bij de stad gerekend.

## Geografie
De wijkgrenzen worden gevormd door de spoorbanen van het Kamperlijntje en de Veluwelijn, beide onderdeel van de Spoorlijn Utrecht - Kampen (Centraalspoorweg), de IJsselallee en de autosnelweg A28. De buurt Veerallee heeft afgerond een totale oppervlakte van 60 ha. Op deze oppervlakte bevinden zich 26 straten.
De oorspronkelijke Veerallee loopt langs de zuid-westkant van de wijk. Het doorgaande verkeer gaat via de Nieuwe Veerallee die gedeeltelijk over de Willemsvaart is aangelegd. De Willemsvaart heeft alleen nog een ondergrondse aansluiting op de stadsgracht. De straat ten zuiden van de vaart heet ook Willemsvaart. Aan deze weg zijn enige dienstverlenende bedrijven en het Dinoland te vinden. Ook het Carolus Clusius College is aan de Veerallee gevestigd.
Het Prins Clauspark maakt deel uit van de wijk.

## Demografie
De gemiddelde dichtheid van adressen is 1.018 adressen per km2. Er wonen 830 huishoudens in de buurt Veerallee met in totaal 1.900 inwoners (1 jan 2022)

## Groei van een wijk

### 1900 tot aan de Eerste Wereldoorlog
Vanaf 1900 begon het gebied rond de Veerallee te veranderen in een woonwijk. Net over het spoor, langs de Veerallee – de hoofdweg van de stad Zwolle naar het westen – werden de Koningin Wilhelminastraat, de Prins Hendrikstraat en een deel van de Prinses Julianastraat aangelegd op basis van een voorstel van A.H. Noorman en een ontwerp van gemeentearchitect J.L. van Essen. De wijk werd initieel ook wel de Oranjebuurt genoemd werd. De huizen waren statige dubbele herenhuizen. . Gerenommeerde architecten zoals G.B. Broekema, G.G. Post en M. Meijerink ontwierpen een aantal van deze huizen. De huizen waren typerend voor de overgangsstijl uit die periode, met elementen van de neorenaissance, art nouveau, chaletstijl en de toepassing van vernieuwende details en materialen. Architectuuronderdelen als erkers, serres, balkons, loggia’s, portieken en torenaccenten werden veelvuldig toegepast.

### Het interbellum
Gedurende de jaren van de Eerste Wereldoorlog lag de bouw vrijwel stil, maar daarna werd er zo’n twee decennia veel gebouwd. De nieuwe straten kregen (opnieuw) namen van leden van het huis van Oranje (Juliana, Alexander, Maurits en Frederik). Desondanks ging de wijk nu Veerallee heten, naar de voornaamste verbindingsweg. Meer naar het zuiden toe kreeg de wijk een villaparkachtige opzet, ontsloten door de Oranje Nassaustraat, een brede allee met middenberm. In dezelfde periode werd het hart van de wijk gevuld met een complex arbeiderswoningen van woningbouwvereniging Ons Belang (o.a. Prinses Julianastraat). In deze periode ontstond de een expressionistische bouwstijl (de Amsterdamse School) die in een aantal van deze straten prominent gebruikt zou worden, in de jaren ’30 gevolgd door onder andere de Nieuwe Haagse School en de Delftse School. Ook twee opvallende schoolgebouwen stammen uit deze tijd: De Christelijke Hogere Burgerschool (H.B.S.) – ontworpen door M. Meijerink – en de nieuwe vestiging van het Stedelijk Gymnasium Celeanum – ontworpen door L. Krook – beiden gelegen aan de Veerallee.

### Na de Tweede Wereldoorlog
In de Tweede Wereldoorlog stond de bouw opnieuw op een laag pitje. Direct na de oorlog werd eerst op kleine schaal gebouwd, maar de jaren ’60 werden afgesloten door het bouwen van een complex geschakelde eengezinswoningen in de noordhoek van de wijk. Na de verlegging van de A28 kwam er meer ruimte voor de wijk Veerallee. Die werd onder andere gebruikt door in het noordelijk deel van de wijk het Prins Clauspark aan te leggen.

## Architectuur
De wijk Veerallee heeft een rijke architectuur. De wijk heeft een aantal groeispurten meegemaakt en iedere groeispurt is uitgevoerd in de bouwstijl die op dat moment in de mode was (met uitzondering van de groeispurt na 2014). Daardoor zijn er veel verschillende bouwstijlen in de buurt te vinden.

### 1900 tot aan de Eerste Wereldoorlog
Voor het bouwbesluit van 1901 was er weinig sprake van architecten, maar waren het vaak de aannemers zelf, die op basis van een catalogus van ontwerpelementen met de opdrachtgever om tafel gingen zitten. Dit leidde tot een mix van stijlen die soms de Eclectische Stijl wordt genoemd. (DVa, p.11) Deze “stijl” is terug te vinden in de oudste huizen aan de Veerallee. 
De minder strakke organisatie is ook terug te zien in het feit dat de veerlijn geen zogenaamde rooilijn kent.
Met de Woningweg van 1901 kwamen er een aantal verplichtingen, zoals een rooilijn per straat en een vastlegging van de plannen in een zogenaamd uitbreidingsplan. In de periode rond 1900 tot aan het begin van de Eerste Wereldoorlog was de Jugendstil populair (Deze stijl werd bekend onder meerdere namen, waaronder Art Nouveau, Nieuwe Stijl, Modernisme). Deze stijl is vooral terug te vinden aan de Veerallee, in de Koningin Wilhelminastraat, de Prins Hendrikstraat en de Jhr. Strick van Linschotenlaan.
De belangrijkste voorbeelden zijn:
- Koningin Wilhelminastraat 2, 4 en verder, 7-9, 25 en verder
- Prins Hendrikstraat 1-5, 7, 9-17, 2-26
- Veerallee 21-25, 26-28, 37-38, 56-57, 64-68
- Jonkheer Strick van Linschotenlaan 1-7, 2-8

### Het interbellum
Na de bouwstop in de Eerste Wereldoorlog was de Jugendstil uit de gratie. De bouwstijl werd functioneler en minder uitbundig. De nieuwe heersende stromingen waren de Amsterdamse School (ook wel: Expressionisme) en Het NIeuwe Bouwen (ook wel: de Nieuwe Zakelijkheid of het Functionalisme). De huizen in de Veerallee uit deze tijd kennen een vermenging van beide stijlen. De stijl is vooral terug te vinden in het zuidwestelijk deel van de Prinses Julianastraat, de Koningin Sophiastraat, de Prins Alexanderstraat, het Prins Frederikplein en de Oranje Nassaulaan.
De belangrijkste voorbeelden zijn:
- Koningin Sophiastraat 3-17
- Koningin Wilhelminastraat 1
- Oranje Nassaulaan 1-7 / Veerallee 51-52 / Koningin Sophialaan 27-29
- Oranje Nassaulaan 4-6, 8
- Prins Frederikplein 2-12, 14-16 / Prinses Julianastraat 51-57 / Koningin Wilhelminastraat 37-47 / Dillenburgstraat 1-15, 2-10, 12
- Veerallee 39, 40, 49, 53-54

### Na de Tweede Wereldoorlog
De Tweede Wereldoorlog leidde opnieuw tot een bouwstop. Na het einde van de oorlog was er sprake van een forse woningnood in Nederland. Dit leidde tot snelle en goedkope woningen: sober en functioneel, maar wel met een modern niveau van confort. De Delftse School was hier de dominante stroming en woningen werden vaak gestandaardiseerd gebouwd. Voorbeelden hiervan zijn terug te vinden in onder andere de Prins Mauritsstraat en de Prins Alexanderstraat. Daarnaast zijn enkele huizen in deze tijd op basis van individuele particuliere projecten tot stand gekomen. Dit leidde tot een combinatie van behoudende en modernistische uitgangspunten, zoals in de Prinses Marijkestraat.
De belangrijkste voorbeelden:
- Prins Bernhardstraat 8
- Prinses Marijkestraat 5-9
- Prins Mauritsstraat 21-25 / Prins Alexanderstraat 15-21

### 1973 en verder
Na de oliecrisis (1973-74) kwam de nadruk te liggen op energiezuiniger bouwen. In deze periode werden er echter nauwelijks meer huizen gebouwd in de Veerallee. Pas ruim na de eeuwwisseling (vanaf 2014) werd er opnieuw een serie woningen gebouwd in een nieuw deel van de wijk dat de naam Prinsenpoort kreeg. Dit leidde tot straten als de Koningin Maximastraat, de Prinses Amaliastraat, de Prinses Arianestraat en de Prinses Alexiastraat. De huizen die hier gebouwd werden kregen een jaren '30-stijl.

## Varia
- De Willemsvaart werd op 24 augustus 1819 door Koning Willem I - op zijn verjaardag - geopend. De Koning deed dit door met zijn koninklijk jacht, Boreas, over de naar hem genoemde waterweg naar Zwolle te varen. Zwolle kreeg hiermee een bevaarbare verbinding met de IJssel via de Katerveersluis. In 1873 werd de Willemsvaart verbreed en uitgediept.[4]
- Vanaf 1885 exploiteerde wijnhandelaar H. van Dur met landmeter/koopman A.H. Kroes de eerste Zwolse paardentram. De remise bevond zich bij de Katerveersluis, vanaf waar ieder half uur een paardentram naar het centrum van Zwolle reed. Ter hoogte van Villa Flora (Veerallee 32) bevond zich een wissel. De tram kende geen haltes, maar kon onderweg aangehouden worden.[4]
- Ter hoogte van de huidige hoek van de Emmastraat met de Willemskade (destijds nog Veerallee geheten) bevond zich in 1825 herberg Regt-uit-Best.[6]
- In december 1933 werd de eerste telefooncel in Zwolle geplaatst ter hoogte van Gymnasium Celeanum op de Veerallee.[4]

## Huizen met monumentale status of van zeer hoge cultuurhistorische waarde
| Adres                           | Omschrijving                          | Afbeelding                                                                           |
| ------------------------------- | ------------------------------------- | ------------------------------------------------------------------------------------ |
| Koningin Wilhelminastraat 4     | woonhuis Rijksmonument (ID: 509807)   |                                                                                      |
| Koningin Wilhelminastraat 6     | woonhuis Rijksmonument (ID: 509808)   | Koningin Wilhelminastraat 6 (opgetrokken in witte steen). Tevens ingang Hotel Fidder |
| Koningin Wilhelminastraat 8-10  | woonhuizen Rijksmonument (ID: 509809) | Koningin Wilhelminastraat 8-10                                                       |
| Koningin Wilhelminastraat 12    | woonhuis Rijksmonument (ID: 509810)   |                                                                                      |
| Koningin Wilhelminastraat 14-16 | woonhuizen Rijksmonument (ID: 509811) |                                                                                      |
| Koningin Wilhelminastraat 18    | woonhuis Rijksmonument (ID: 509812)   |                                                                                      |
| Koningin Wilhelminastraat 20-22 | woonhuizen Rijksmonument (ID: 509813) | Koningin Wilheminastraat 20-22                                                       |
| Koningin Wilhelminastraat 26    | woonhuis Rijksmonument (ID: 509815)   |                                                                                      |
| Prins Hendrikstraat 1-5         | woonhuizen Rijksmonument (ID: 509845) |                                                                                      |